# Scytalopus opacus
El tapaculo del páramo, tapaculo paramero o  tapaculo opaco (Scytalopus opacus), es una especie de ave paseriforme de la familia Rhinocryptidae perteneciente al numeroso género Scytalopus. El churrín de Loja (Scytalopus androstictus), era considerado una subespecie de la presente, hasta el año 2020, en que fue separado. Es nativo de los Andes del noroeste de Sudamérica.

## Distribución y hábitat
Se distribuye en los Andes centrales de Colombia (desde Caldas) hasta el sureste de Ecuador (hasta Loja).
Su hábitat natural es el sotobosque de bosques montanos húmedos y los matorrales de alta montaña, los denominados páramos. Se encuentra en altitudes de 2600 a 4000 m. 

## Descripción
Mide 10,5 cm de longitud y pesa entre 14 y 18 g. El macho es gris oscuro en general y difiere del previamente conespecífico Scytalopus canus por tener los flancos y el crissum de color moreno ocráceo a pardo castaño o pardo oscuro con pardo oscuro con barras oscuras relativamente estrechas, o algunas veces, solo con trazos de pardo o que mal se distinguen; la hembra es ocasionamente como el macho, pero más pálida y con las partes superiores pardas, un barrado fino oscuro en la punta de las remiges internas y en la cola, con los flancos más extensivamente pardos y el bajo vientre central de color beige rosado.

## Estado de conservación
El tapaculo del páramo ha sido clasificado por la Unión Internacional para la Conservación de la Naturaleza (UICN) como menor preocupación ya que generalmente es común o bastante común y se distribuye en varias áreas protegidas; mientras que S. canus ha sido calificado como amenazado de extinció, después de la separación de S. opacus.

## Sistemática

### Descripción original
La especie S. opacus fue descrita por primera vez por el ornitólogo estadounidense John Todd Zimmer, inicialmente en 1939 bajo el nombre científico Scytalopus magellanicus obscurus, pero como el nombre obscurus se encontraba pre-ocupado, fue renombrado como Scytalopus magellanicus opacus en 1941; su localidad tipo es: «Tambillo, Río Upano, 8000 pies (c. 2440 m), este de Ecuador». El holotipo, un adulto de sexo desconocido, se encuentra depositado en el Museo Americano de Historia Natural bajo el número AMNH 180945.

### Etimología
El nombre genérico masculino «Scytalopus» se compone de las palabras del griego «skutalē, skutalon» que significa ‘bastón, palo, garrote’, y «pous, podos» que significa ‘pies’; y el nombre de la especie «opacus» en latín significa ‘opaco, oscuro’.

### Taxonomía
La presente especie fue tradicionalmente considerada conespecífica con la geográficamente más limitada Scytalopus canus; pero se comprobó que ambos tienen cantos muy distintos y también algunas diferencia morfológicas, por lo que fueron separadas en dos especies diferentes en 2010 y aprobado en la Propuesta No 446 al Comité de Clasificación de Sudamérica (SACC).
La especie Scytalopus androstictus, descrita en 2010 como S. canus androstictus, fue luego tratada como una subespecie de la presente, S. opacus androstictus; sin embargo los estudios de Cadena et al. (2020) concluyeron que el taxón reunía los atributos para ser considerada una especie separada de la presente: los llamados son radicalmente diferentes y adicionalmente, el canto usualmente también difiere; la diferencia genética entre ambas es de 5,3 % en el mtDNA; y con respecto a la morfología, los machos pueden ser identificados por los puntos blancos en las alas. La separación fue aprobada en la Propuesta No 855 al SACC en abril de 2020.